# Epipleoneura uncinata
Epipleoneura uncinata är en trollsländeart som beskrevs av De Marmels 1989. Epipleoneura uncinata ingår i släktet Epipleoneura och familjen Protoneuridae. IUCN kategoriserar arten globalt som otillräckligt studerad. Inga underarter finns listade i Catalogue of Life.